# Chineses
O povo chinês é formado pelos vários indivíduos e etnias associadas à China, normalmente através de sua ascendência, etnia, nacionalidade, cidadania ou outra afiliação. Os chineses de etnia han, o maior grupo étnico da China, formando cerca de 92% da população, costumam ser referidos apenas como "chineses" em outras línguas, porém existem dúzias de outros grupos étnicos dentro da China, relacionados, ou não, aos han.

## Ascendência
Um número de grupos étnicos dentro da China, além de pessoas em outros locais com ascendência na região, podem ser chamados de chineses.
Os chineses da etnia han, o maior grupo étnico da China, costumam ser chamados "chineses" ou "chineses étnicos" na língua inglesa. Os chineses étnicos também fazem parte da maioria ou minoria notável das populações de outros países, e podem compreender até 19% da população mundial humana.
Outros grupos étnicos na China incluem o povo hui ou "muçulmanos chineses", os zhuang, manchu, uigures e miao, que compõem as cinco maiores minorias étnicas na China continental com populações excedendo 10 milhões. Além disso, os povos yi, tujia, tibetanos e mongóis chineses possuem populações que numeram entre seis e nove milhões.
A República Popular da China (RPC) reconhece oficialmente 56 etnias distintas, muitas residindo em regiões administrativas especiais do país. Porém, existem diversas etnias menores não reconhecidas, ou que são incluídas como parte de outras etnias. A República da China (ROC, ou simplesmente Taiwan) reconhece oficialmente 14 tribos de Aborígenes de Taiwan, que juntos das tribos não reconhecidas compreendem cerca de 2% da população do país.
Durante a dinastia Qing o termo "povo chinês" (chinês: 中國之人 Zhōngguó zhī rén; manchu: Dulimbai gurun i niyalma) foi utilizado pelo governo Qing para se referir a todos os súditos do império, incluindo os han, manchu, e mongóis.
Zhonghua minzu (chinês simplificado: 中华民族; chinês tradicional: 中華民族; pinyin: Zhōnghuá Mínzú), uma "nação chinesa", é um conceito supra-étnico que inclui todas as 56 etnias vivendo na China que são reconhecidas oficialmente pelo governo da República Popular Chinesa. Ele inclui os grupos étnicos estabelecidos que vivem dentro das bordas da China desde pelo menos a dinastia Qing (1644–1911). O termo zhonghua minzu foi utilizado durante a República da China de 1911-1949 para se referir ao subconjunto das Cinco Raças Sob Uma União na China. O termo zhongguo renmin (em chinês:  中国人民), "povo chinês", foi o preferido pelo governo durante a vida de Mao Tsé-Tung, zhonghua minzu tornou-se mais comum nas décadas mais recentes.

## Nacionalidade, cidadania e residência
A Lei de Nacionalidade da República Popular da China regula a nacionalidade dentro da RPC. Uma pessoa obtém nacionalidade ao nascer, quando pelo menos um dos pais possui nacionalidade chinesa, ou por naturalização. Todas as pessoas que possuem a nacionalidade da República Popular da China são cidadãos da República. O Cartão de Identidade do Residente é a forma oficial de identificação dos residentes da RPC.
Dentro da China, um Passaporte da Região Administrativa Especial de Hong Kong ou Passaporte da Região Administrativa Especial de Macau podem ser emitidos para os residentes permanentes de Hong Kong ou Macau, respectivamente.
A Lei de Nacionalidade da República Popular da China regula a nacionalidade dentro da República da China (Taiwan). Uma pessoa obtém nacionalidade ao nascer ou naturalizar-se. Uma pessoa cujo pai ou mãe é um cidadão da República da China, ou que nasceu na RC de pais desnacionalizados, é qualificada para a nacionalidade desde seu nascimento.
O Cartão de Identificação Nacional é um documento de identidade emitido às pessoas que possuem registros de residência em Taiwan. O Certificado de Residente é um cartão de identificação emitido aos residentes da República da China que não possuem um Cartão de Identificação Nacional.
O relacionamento entre a nacionalidade taiwanesa e nacionalidade chinesa é debatido.

## Chineses Ultramarinos
Chineses Ultramarinos são as pessoas que possuem etnia chinesa ou ascendência do país e vivem fora da República Popular da China ou Taiwan graças à diáspora contínua. Pessoas com um ou mais antepassados chineses podem considerar-se chinesas. Essas pessoas variam amplamente em termos de assimilação cultural. Em algumas áreas do mundo enclaves étnicos conhecidos como Chinatowns são lares para populações com antepassados chineses.
No Sudeste Asiático, pessoas chinesas chamam a si mesmas 華人 (Huárén), que é diferente de 中國人 (Zhōngguórén) ou de cidadãos da China ou Taiwan. Isto acontece especialmente nas comunidades chinesas do Sudeste Asiático. O termo Zhongguoren possui um aspecto mais político ou ideológico na sua utilização. Enquanto é comum utilizar Zhongguoren na China para se referir à etnia chinesa, certas partes do Taiwan se negariam a ser chamadas de Zhongguoren.